# SAT GUS
SAT GUS é um satélite desenvolvido pelo engenheiro e criador de conteúdo Mark Rober, dos Estados Unidos, com o objetivo de possibilitar que pessoas possam ter suas fotos tiradas diretamente do espaço, tendo o planeta Terra como plano de fundo. O lançamento do SAT GUS ocorreu no dia 14 de janeiro de 2025.

## História
O SAT GUS foi idealizado por Mark Rober, engenheiro e youtuber conhecido por seus projetos criativos e educacionais. O desenvolvimento do satélite começou com a proposta de oferecer uma experiência única para seus seguidores e apoiadores: ter uma fotografia tirada diretamente do espaço. 
O lançamento foi realizado com sucesso no dia 14 de janeiro de 2025, colocando o SAT GUS em uma órbita terrestre baixa (LEO), ideal para a captação de imagens com alta resolução do planeta e dos indivíduos.

## Características
O SAT GUS opera em uma órbita terrestre baixa (LEO) e foi projetado especificamente para fotografia espacial de pessoas, utilizando sensores de alta definição e câmeras direcionáveis.

## Missão
A principal missão do SAT GUS é capturar imagens de pessoas vistas do espaço, sempre com o planeta Terra compondo o plano de fundo. O projeto visa unir tecnologia, ciência, educação e entretenimento, proporcionando uma experiência única ao público.

## Imagens

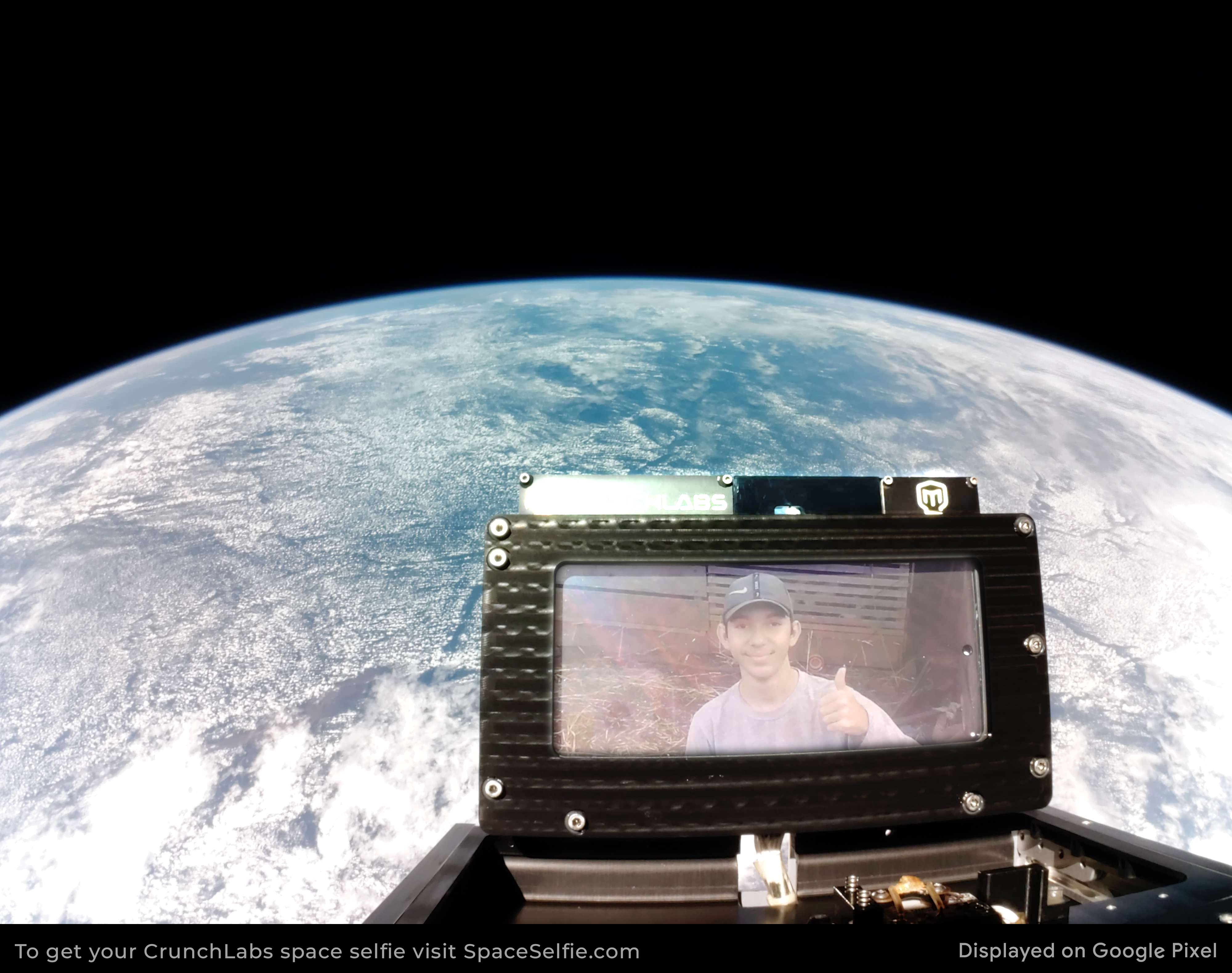
Foto tirada pelo satélite SAT GUS mostrando um ângulo da Terra.

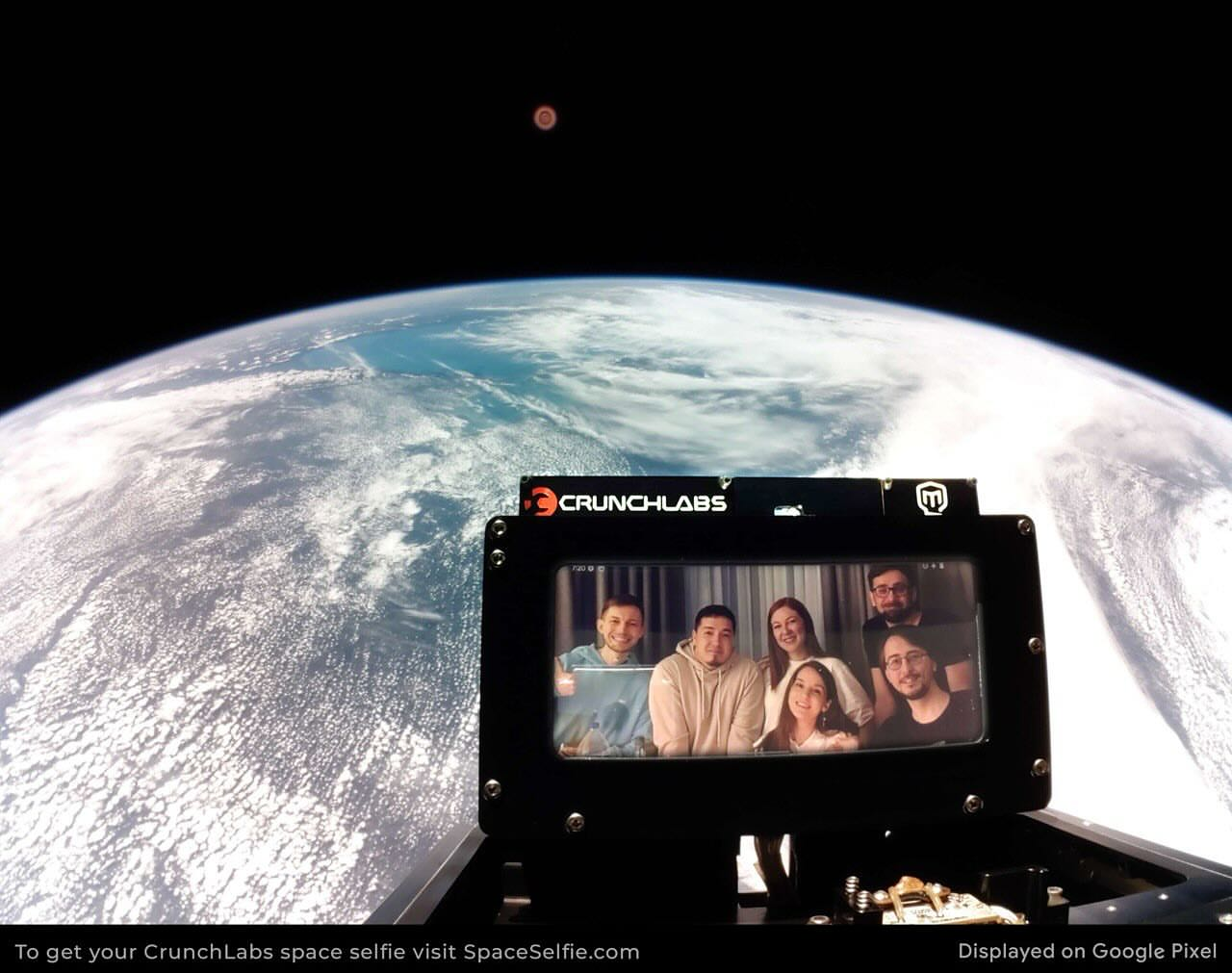
an image taken from space